# Сніжник

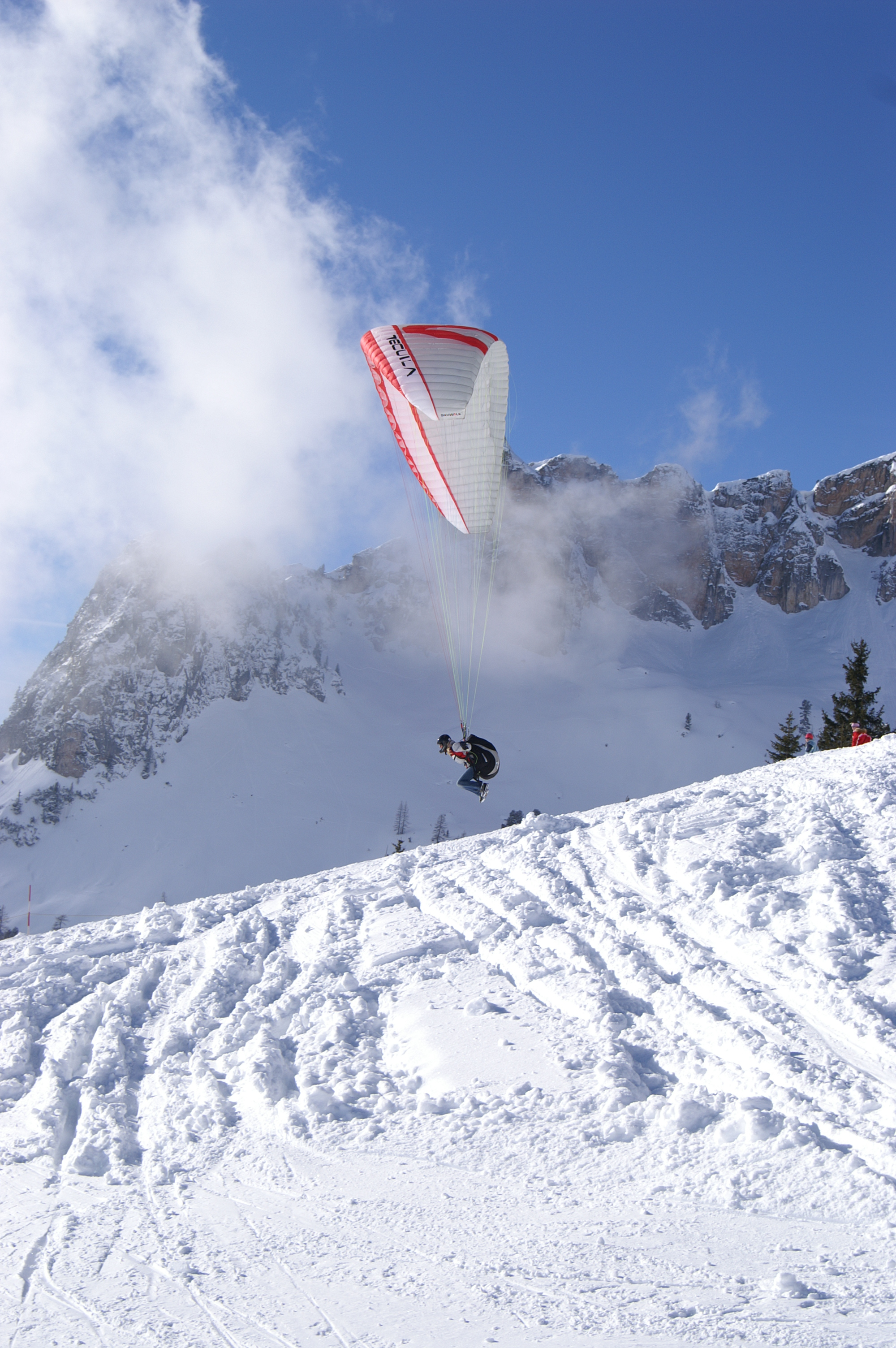
Сніжник

Сніжники — скупчення снігу і фірну в гірських місцях, захищених від вітру, які лежать протягом всього року. Розрізняють сезонний і постійний сніжники.

## Галерея

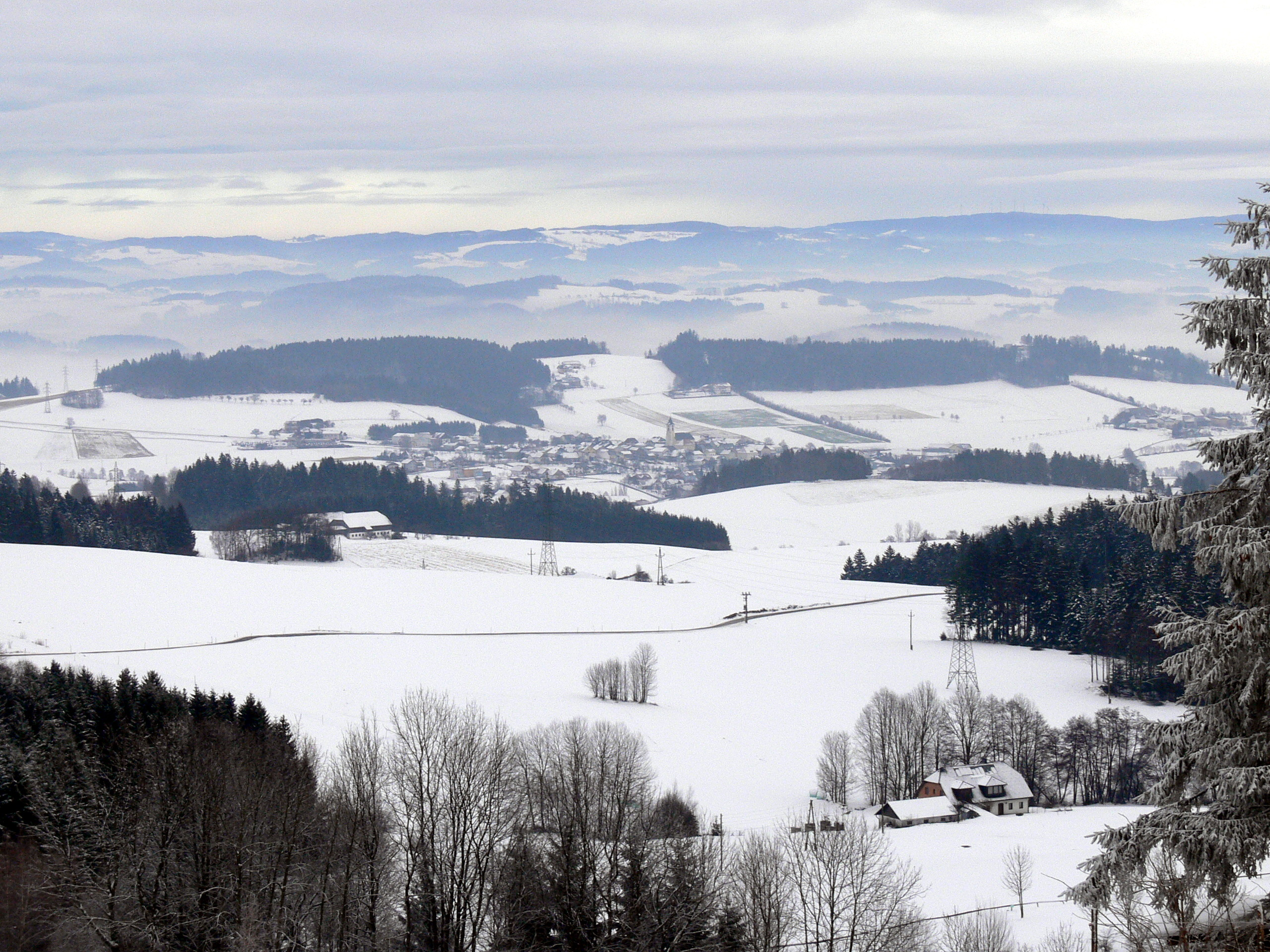
Пуцлайнсдорф. Австрія.
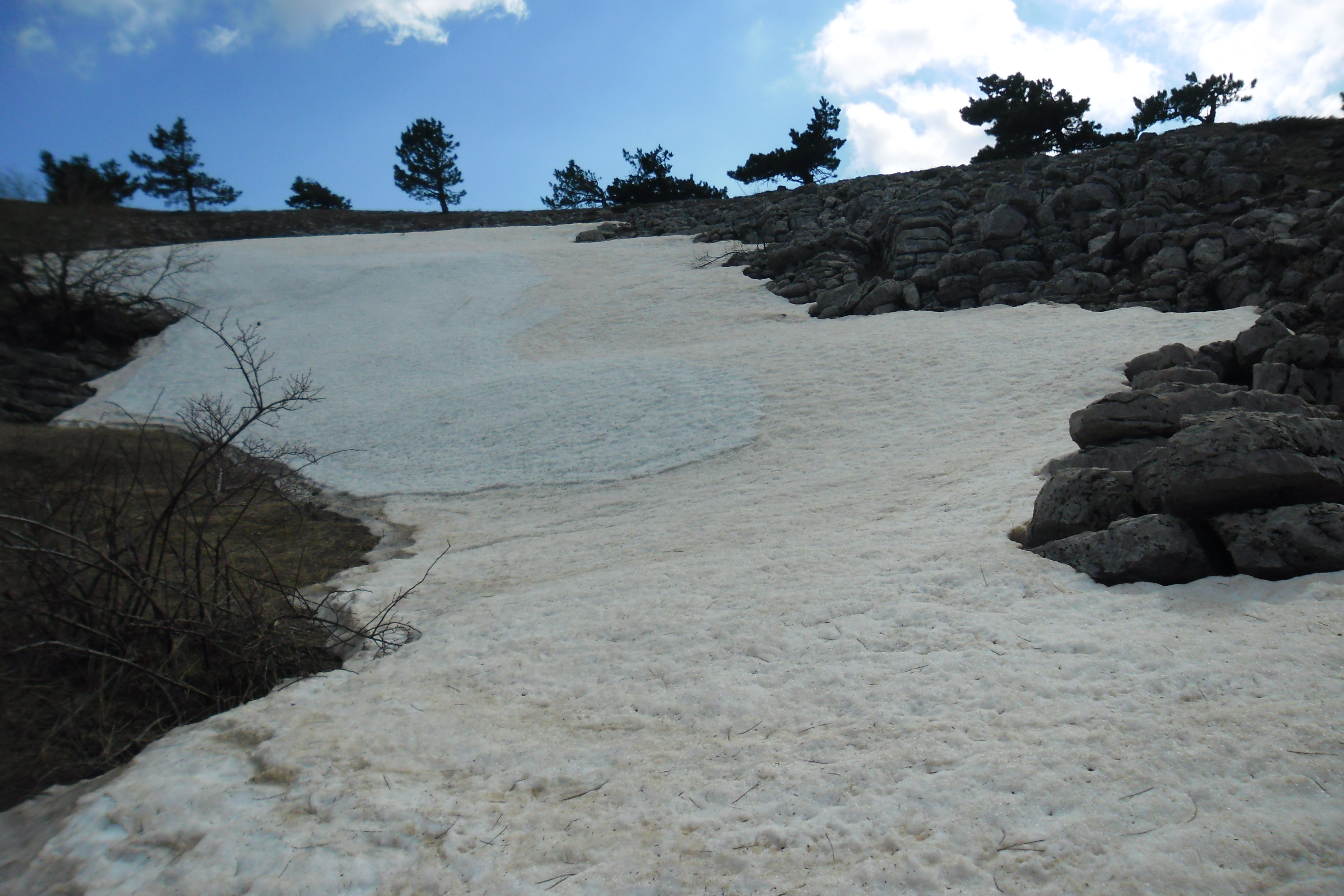
Сезонний сніжник. Крим. 2015 р. Ялтинська яйла.
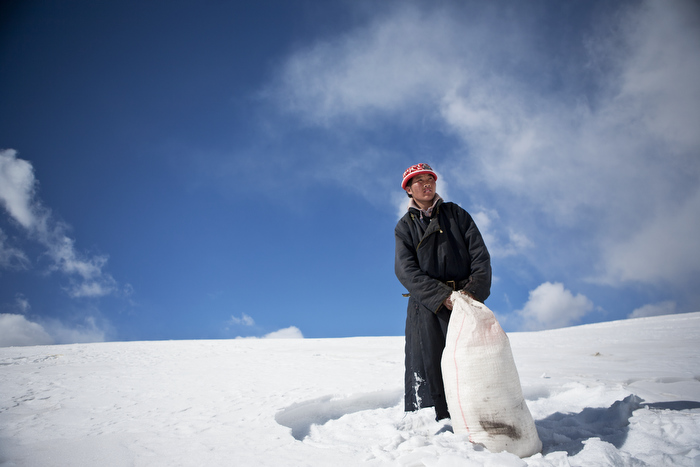
На сніжнику. Монголія.
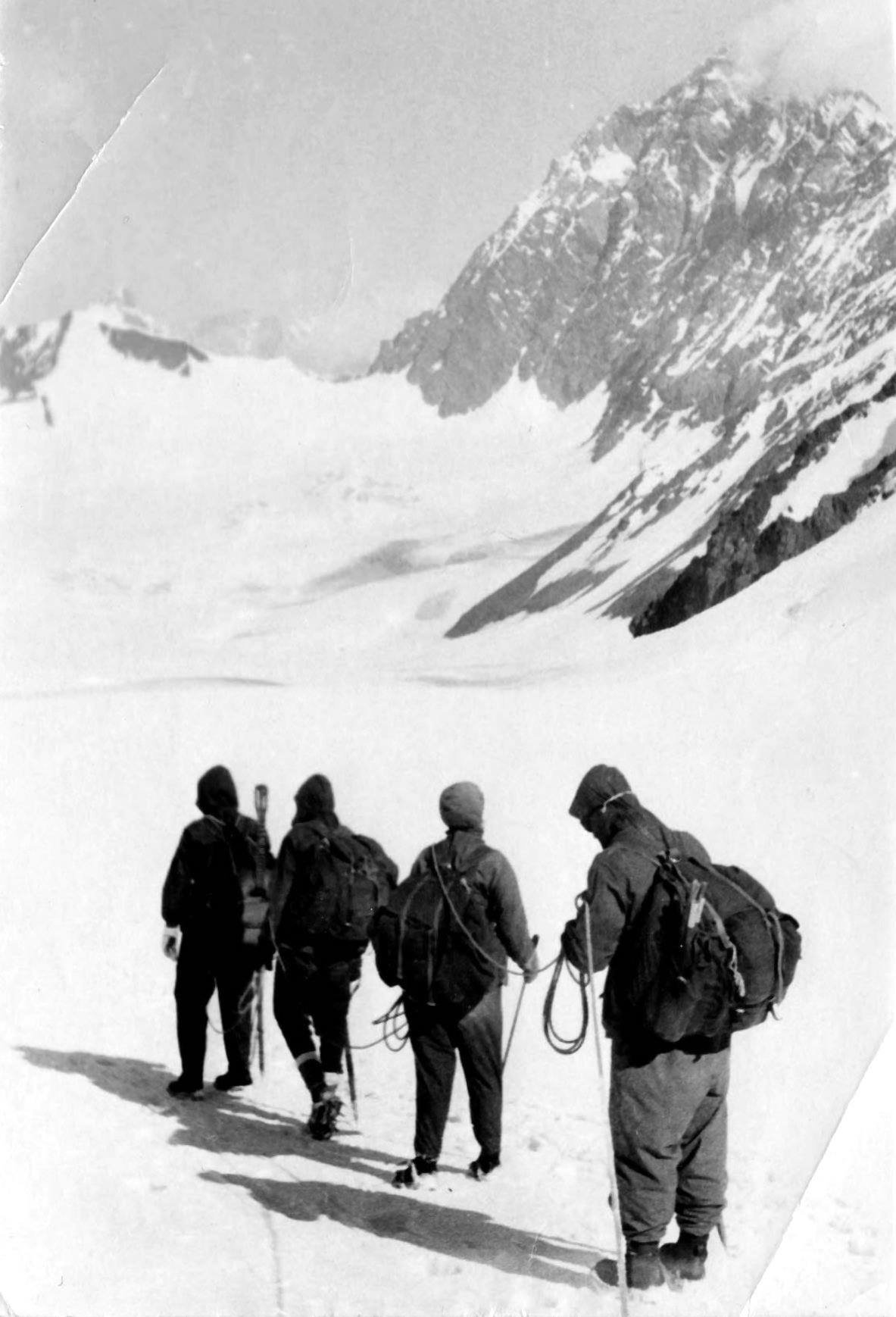
Сніжник на шляху до перевалу Сімох, Кавказ